# Studený potok (Poprad)
Der Studený potok (deutsch Kohlbach, ungarisch Tar-patak, polnisch Zimna Woda) ist ein 13,2 km langer Bach in der Nordslowakei und linksseitiger Zufluss des Poprad in der Landschaft Zips (slowakisch Spiš).

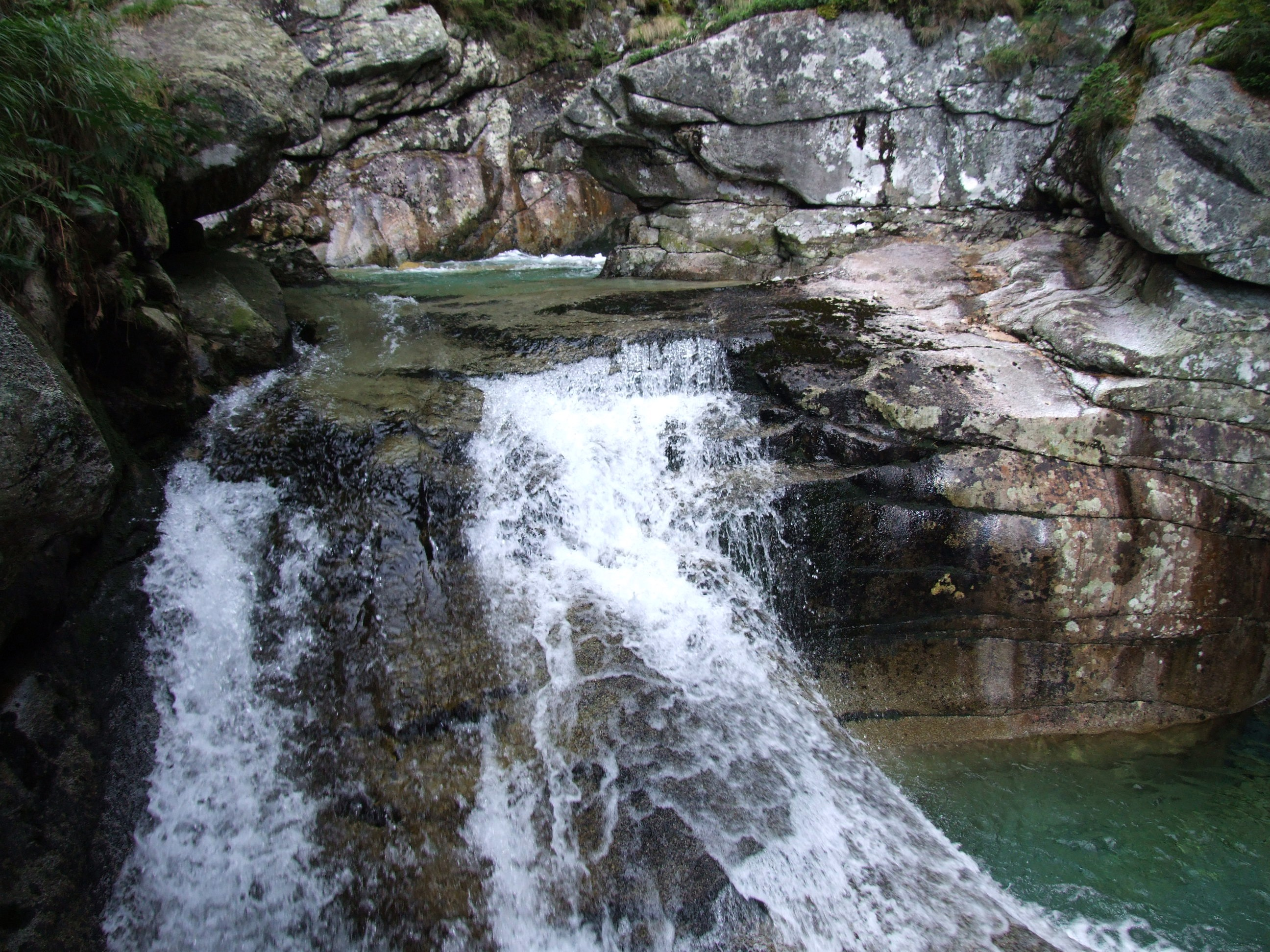
Wasserfälle im Verlauf des Studený potok

Der Bach entsteht durch Zusammenfluss der beiden Quellbäche Veľký Studený potok (deutsch Großer Kohlbach) und Malý Studený potok (deutsch Kleiner Kohlbach) in der Hohen Tatra, nördlich der Schutzhütte Rainerova chata. Bald nach dem Zusammenfluss kommt der Bach zu den Kaskaden Vodopády Studeného potoka (deutsch Kohlbachfälle) und fließt in grob südöstlicher Richtung durch das Tal Studená dolina (deutsch Kohlbachtal). Der Studený potok verlässt die Hohe Tatra bei Tatranská Lesná auf dem Niveau des Straßenzugs Cesta Slobody und der Elektrischen Tatrabahn. Danach erreicht der Bach das Vorgebirge und schließlich den Talkessel Popradská kotlina (Teil der größeren Einheit Podtatranská kotlina), verzweigt sich im Ort Stará Lesná (deutsch Altwalddorf) und mündet in den Poprad südlich des Bahnhofs Studený Potok in Veľká Lomnica (deutsch Großlomnitz) als dessen linksseitiger Zufluss.
Der Name leitet sich von der mittelalterlichen Bezeichnung des Bergs Prostredný hrot, Kahlberg her, die dann auf die Täler, die beiden Quellbäche und den vereinigten Bach ging. Im zipserdeutschen Dialekt wird Kahlbach als Kohlbach ausgesprochen.